# Laleston
Laleston (en anglais) ou Trelales (en gallois) est une communauté du borough de comté de Bridgend, au pays de Galles. Ses habitants sont au nombre de 1 400. Laleston se trouve entre Bridgend, à l'est, et Pyle, à l'ouest.